# Cappella dell'Assunta (Prato)

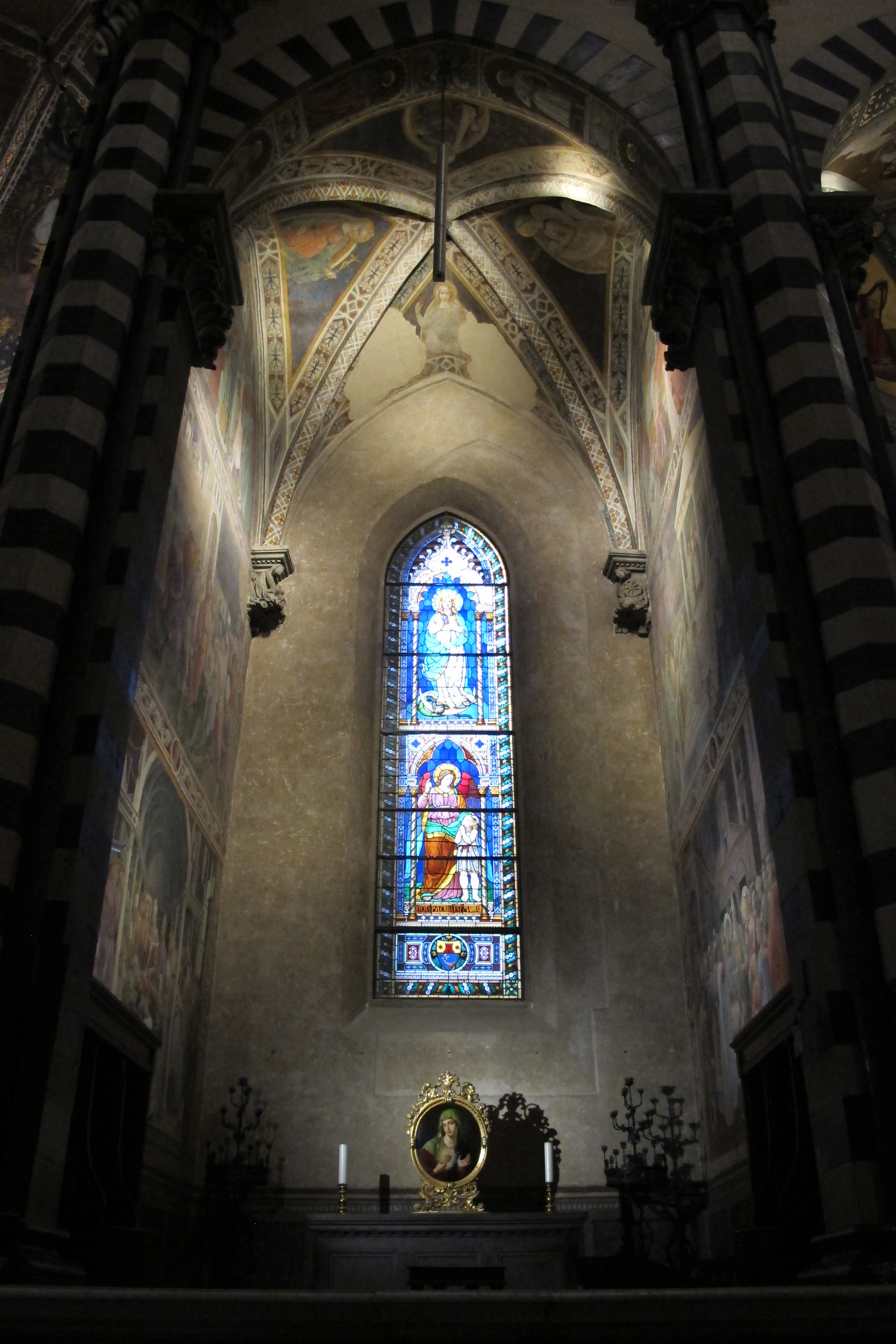
Cappella dell'Assunta

La Cappella dell'Assunta si trova nel Duomo di Prato, a destra della Cappella Maggiore. Vi si trova un ciclo di affreschi sulle Storie della Vergine e di santo Stefano di Paolo Uccello e Andrea di Giusto Manzini, databile al 1430-1450.

## Storia

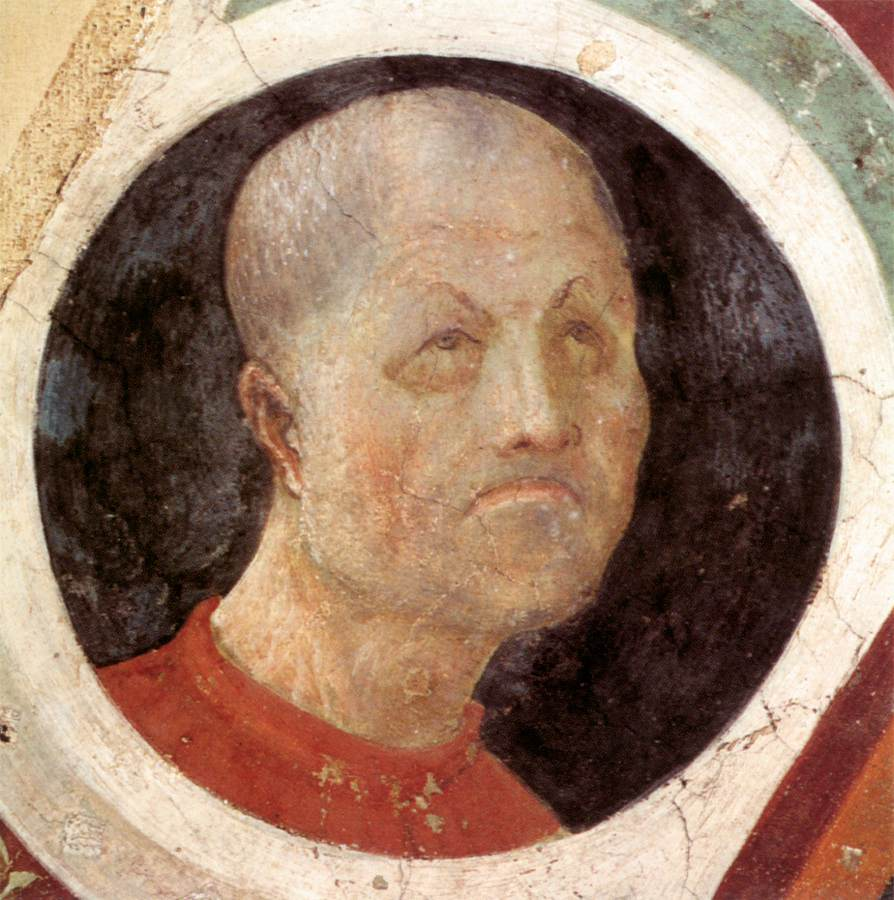
Testa maschile

Gli affreschi vennero eseguiti a partire dal 1435, su commissione del lanaiolo e mercante Michele di Giovannino di Sandro. Vi dovette lavorare per primo Paolo Uccello, per essere poi sostituito, un anno dopo, da Andrea di Giusto, che completò l'opera dopo che l'altro era tornato a Firenze per attendere ad alcune importanti commissioni nel Duomo di Santa Maria del Fiore. Entro la fine del decennio doveva essere finito anche questo secondo apporto.
L'attribuzione degli affreschi è stata a lungo dibattuta dalla critica: Pope-Hennessy, Pudelko e Mario Salmi negarono l'intervento diretto di Paolo, assegnandoli a un suo allievo, chiamato "Maestro di Prato" (Pope-Hennessy), il "Maestro di Quarate" (Pudelko) o il "Maestro di Karlsruhe" (Salmi). Altri invece hanno confermato l'assegnazione al maestro (Berti, Parronchi), basandosi sulla perfetta padronanza prospettica e sull'equilibrato ritmo spaziale nelle parti a lui assegnabili, nonché nell'espressività di alcuni personaggi, che divenne una delle peculiarità dello stile di Paolo.

## Descrizione

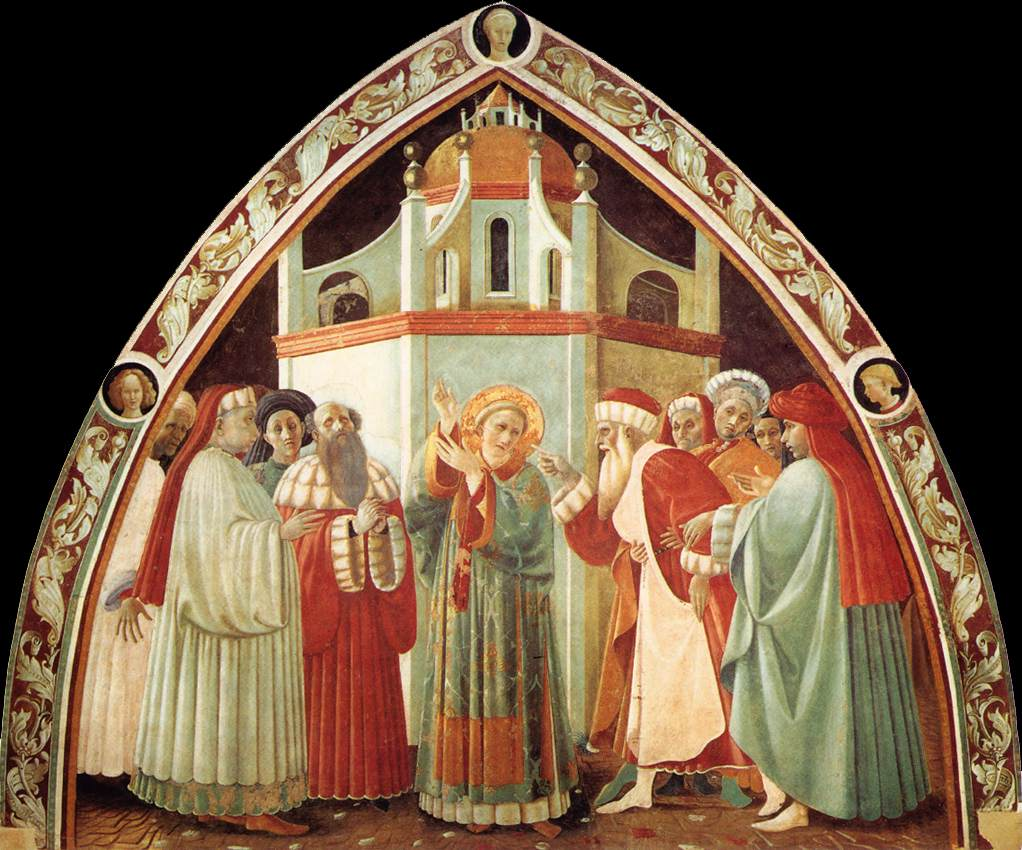
Disputa di santo Stefano

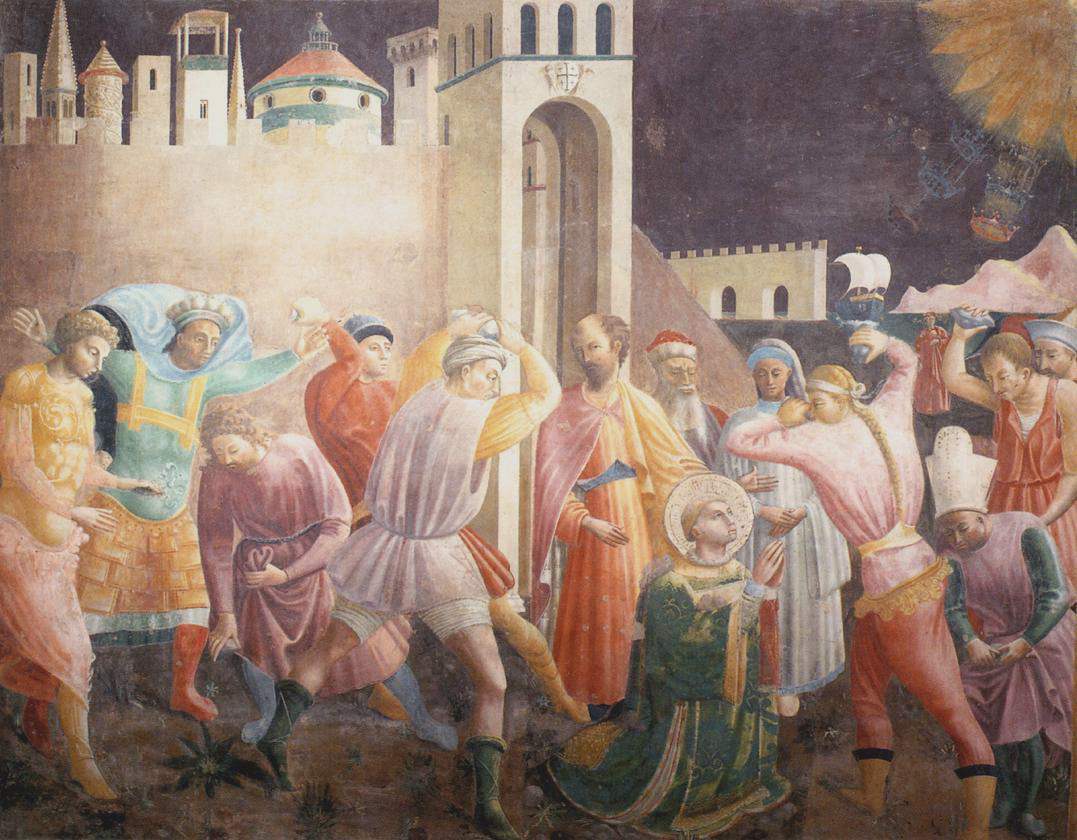
Lapidazione di santo Stefano

Gli affreschi sono organizzati su tre registri: uno inferiore, uno mediano e un lunettone superiore, divisi da fasce decorative in cui sono inserite quindici testine. La volta a crociera presenta delle personificazioni di Virtù, mentre il sottarco di ingresso è decorato da quattro figure di santi a tutta figura. Sulla parete dietro l'altare si trovava inoltre la figura del Beato Jacopone da Todi, attribuito a Paolo Uccello ed oggi conservato nel locale Museo Civico. 
La parete sinistra mostra Storie di santo Stefano, patrono della città di Prato; dall'alto:
- Disputa di santo Stefano, attribuito a Paolo Uccello
- Lapidazione di santo Stefano, attribuita a Paolo Uccello (parte superiore) e ad Andrea di Giusto (figure in primo piano)
- Ritrovamento del corpo di santo Stefano, attribuito ad Andrea di Giusto

Sulla parete destra si dispiegano le Storie della Vergine, titolare della cappella; dall'alto:
- Nascita della Vergine, attribuita a Paolo Uccello
- Presentazione della Vergine al Tempio, attribuita a Paolo Uccello
- Sposalizio della Vergine, attribuito ad Andrea di Giusto

Incerta è l'attribuzione delle Virtù, mentre le testine e i santi sono assegnati generalmente a Paolo Uccello.
La parete di fondo doveva presentare quasi certamente la figura di un'Assunta, perduta. Da qui deriva l'unico brano superstite del Beato Jacopone da Todi, staccato e conservato nel Museo dell'Opera del Duomo. 

### Disputa di santo Stefano
La Disputa di santo Stefano (300x360 cm) è ambientata davanti a un edificio a pianta circolare, con una cupola retta da esili archi rampanti sul tamburo, e una lanterna, che ripropone in piccolo lo schema della cupola stessa. Vi è stato letto un'eco del progetto originario di Brunelleschi per la cupola di Santa Maria del Fiore, tema in quegli anni assai d'attualità a Firenze. Notevole è la descrizione luminosa delle varie sfaccettature dell'edificio, con parti coerentemente in luce o in ombra, secondo la fonte che è immaginata a sinistra, dalla navata della chiesa.
In primo piano, su di un pavimento ad acciottolato descritto con precisione, si svolge la disputa del santo con i frequentatori del Tempio di Gerusalemme, in realtà un gruppo di ricchi mercanti dell'epoca, divisi in due schiere simmetriche e descritti nei loro sontuosi abiti contemporanei, con manti rossi e cappelli bordati di pelliccia di vaio. Tra i brani più felici della scena ci sono i volti del santo e di alcuni degli astanti, marcati da espressioni forti, in alcuni casi quasi grottesche, che enfatizzano la tensione drammatica. Quello più animato, che si sporge verso il santo con un dito minacciosamente alzato, è retto da un compagno alla cintura, prima che il diverbio religioso sfoci in rissa. 
Molto aggraziata è l'intonazione dei colori a tenui toni pastello, che hanno il culmine nella veste color acquamarina del santo, decorata da grandi motivi vegetali, secondo la moda dell'epoca. Le pieghe degli abiti sono lunghe e profonde, con un'accentuazione del volume dei corpi che riflette influenze di Masaccio.

### Lapidazione di santo Stefano
La Lapidazione di santo Stefano (310x420 cm) è più di maniera, con le concitate pose dei carnefici che in realtà tradiscono un certo impaccio, riferibili alla mano del meno dotato Andrea di Giusto. A Paolo Uccello è invece assegnato lo sfondo architettonico, che mostra le alte mura di una città da cui si affacciano una serie di edifici: una casa-torre, un campanile appuntito, una colonna coclide (citazione della colonna Traiana che confermerebbe il viaggio di Paolo a Roma negli anni trenta), un'altra torre, una sormontata da loggetta, una seconda guglia di campanile e un tiburio sormontato da lanterna che ricorda da vicino l'architettura brunelleschiana, in particolare la Cappella Pazzi o alla sagrestia Vecchia. 

### Ritrovamento del corpo di santo Stefano

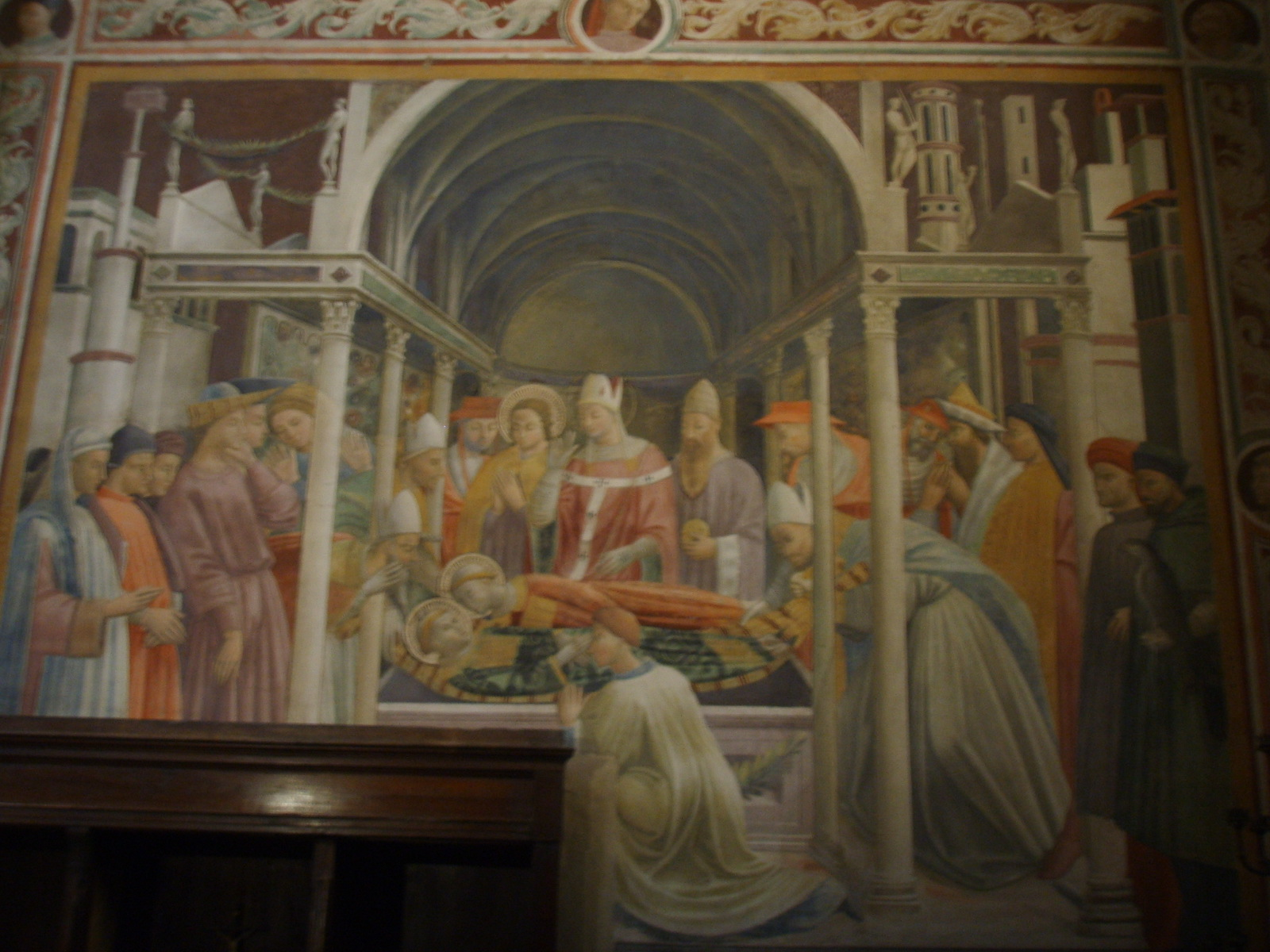
Ritrovamento del corpo di santo Stefano

Il Ritrovamento del corpo di santo Stefano è attribuito, come anche l'altro affresco del registro inferiore, ad Andrea di Giusto, che terminò l'impresa dopo la partenza di Paolo. La scena è ambientata in una cattedrale, con alcuni stratagemmi spaziali che ricordano la Presentazione al Tempio di Ambrogio Lorenzetti: oscurazione delle parti più lontane, veduta in scorcio della parte superiore, festoni retti da statue figurate. 
Tra una folla di astanti, tra cui si riconoscono a destra due nobiluomini contemporanei con un falcone, un vescovo celebra le esequie di santo Stefano, ricongiunto al corpo dell'altro martire diacono, san Lorenzo. Il tono della rappresentazione è incantato, con i colori vivaci e una significativa cura del dettaglio.

### Nascita della Vergine

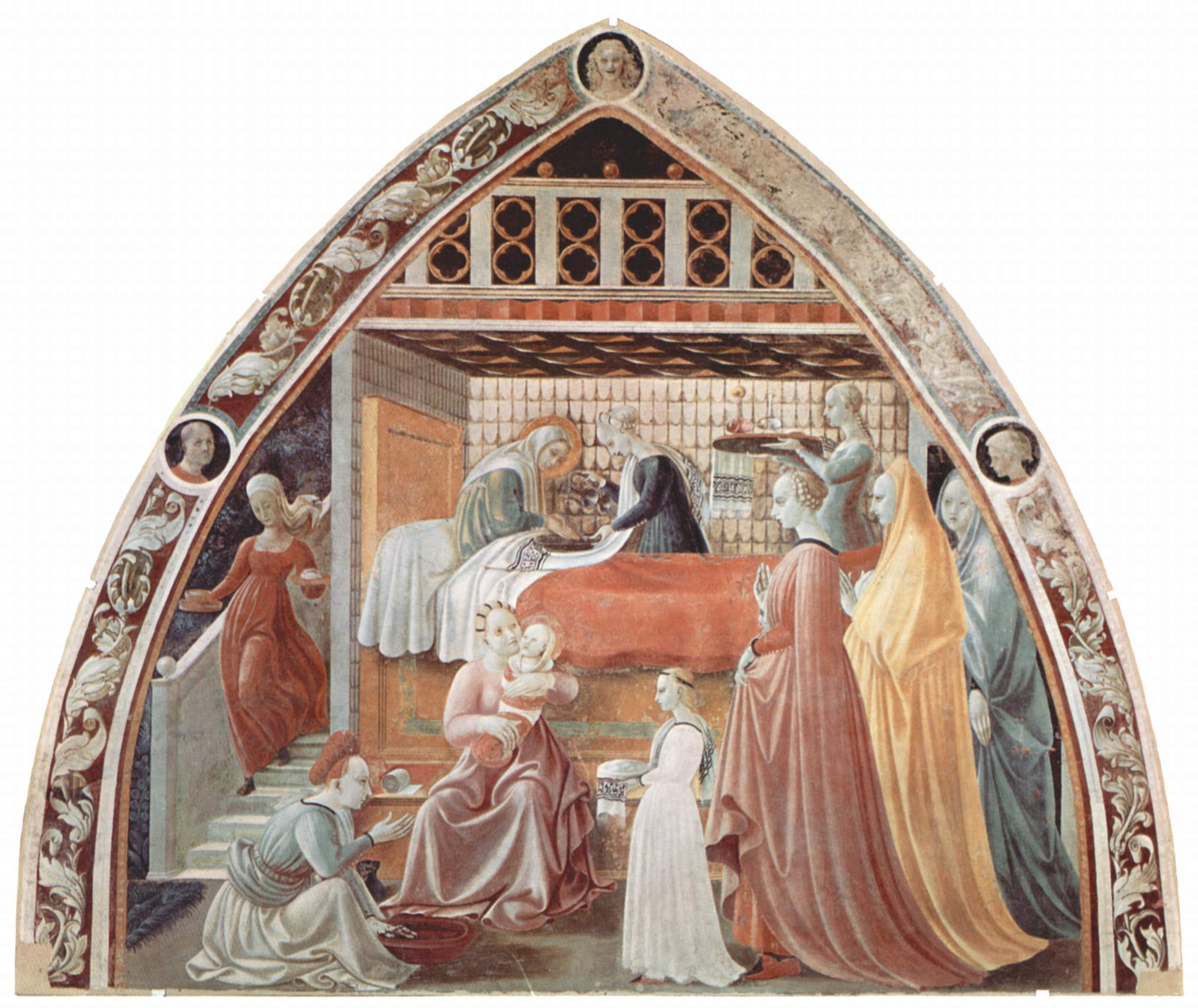
Nascita della Vergine

La Nascita della Vergine (302x361 cm), sulla parete destra, è ambientata in una stanza artificiosamente tagliata della parete anteriore e anche in questo caso mostra un'influenza della pittura senese, in particolare Ambrogio (Storie di san Nicola) e Pietro Lorenzetti (Natività della Vergine), razionalizzate verso una migliore resa prospettica.
Nella stanza di sant'Anna, tappezzata da vai, la donna si riposa nel grande letto a cassoni, assistita da due ancelle che le portano un bacile d'acqua per lavarsi le mani e alcune vivande su un vassoio. Una terza sta scendendo le scale a sinistra con altre pietanze in mano, con le vesti mosse dal suo incedere veloce, che sembrano anticipare gli svolazzi setosi di Filippo Lippi e dei suoi estimatori successivi. In primo piano due lavatrici si occupano della bambina e del suo primo bagnetto, assistite da una ragazzina che porta l'asciugamano, e osservate da tre nobildonne, austere nei loro movimenti cadenzati e nel loro ritmico incedere, che recano visita alla nuova madre. I loro manti, rosso, giallo e verde acqua, riassumono i colori dominanti della scena, creando una sorta di pausa fatta di sola cromia nella scena affollata e ricca di dettagli. Si tratta di una tendenza geometrizzante che l'artista aveva già espresso nei primi affreschi nel Chiostro Verde di Santa Maria Novella. 
La scena è molto complessa e affollata, con un punto di fuga sulla destra, esterno alla rappresentazione, che asseconda il punto di vista naturale dello spettatore. Al rigore della scatola prospettica, arricchita da numerosi dettagli (come i lacunari intarsiati o la balconata superiore), fanno da contrappunto le snelle figure femminili, slanciate e flessuose, talvolta inarcate in avanti, come nelle opere di tradizione tardogotica. Ciò si vede soprattutto nel gruppo delle donne in visita a destra, o nell'ancella che porta il pranzo alla partoriente, mentre sono più tozze e compatte, con le vesti scanalate da anze profonde, le due servitrici in primo piano, in cui si riscontra già un interesse verso l'opera di Masaccio. Le espressioni sono caratterizzate con audacia: ora capricciose, ora civettuole, risaltate nel loro pallore dalla preparazione verdastra tipica dell'artista, che ben si sposa con la tavolozza vivace e antinaturalistica, fatta di toni inconsueti, scelti tra i colori secondari. 
Tra le notazioni naturalistiche spiccano i contenitori di vetro o di metallo, realisticamente trasparenti o lucidi, in cui si è letta una prematura influenza di opere fiamminghe.

### Presentazione della Vergine al Tempio

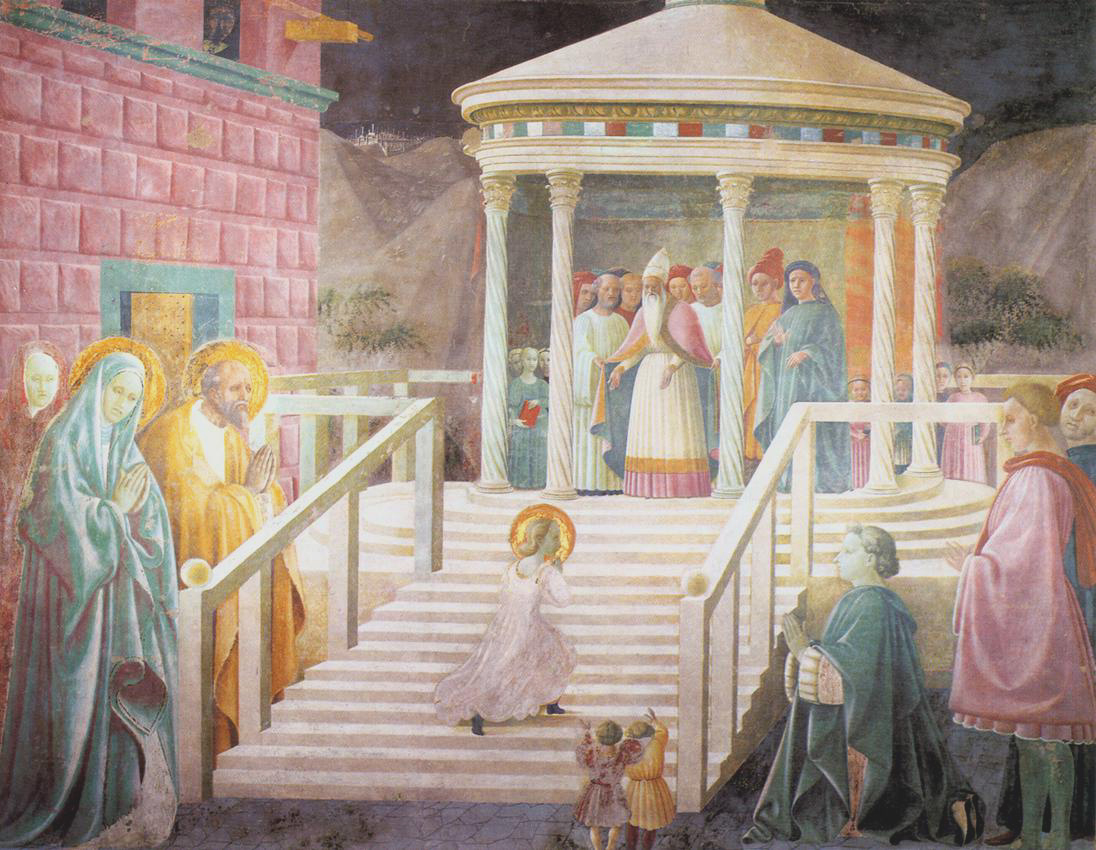
Presentazione della Vergine al Tempio

Una delle scene più famose del ciclo è la Presentazione della Vergine al Tempio (335x420 cm), dominata dalla scala in prospettiva che conduce la giovanissima Maria al tempio circolare dove la attende il sacerdote. Qui essa vivrà come una sorta di monaca fino al suo matrimonio, mantenendo assolutamente la verginità. La scatola prospettica anche qui si basa su uno scorcio ardito che ha il suo punto di fuga all'estrema destra. Il tempio è fortemente connotato in chiave classica, denotando un'influenza già degli scritti di Leon Battista Alberti: colonne tortili scanalate reggono capitelli corinzi, con una trabeazione modanata caratterizzata da un fregio in marmi policromi, il tutto circondato parzialmente da un tendaggio (in parte abraso) che ne misura la perfetta circolarità.
Le consorelle sono rappresentate in secondo piano nel tempio, mentre a sinistra, sullo sfondo di un palazzo a bugnato fantasiosamente colorato di rosa e turchese, si scorgono Anna e Gioacchino addolorati per la separazione dalla figlia, vicini a una donna dallo sguardo particolarmente intenso. La veste di Maria mostra reminiscenze tardogotiche nell'arrotolarsi del lembo che crea una linea sinuosa. Più scultorea è quella di Anna, dalle profonde pieghe scanalate, impensabili senza l'influenza di Donatello. 
In basso si vedono, piccolissimi, due bambini di spalle che fanno per salutare Maria, forse due compagni di giochi, mentre a sinistra si vedono un personaggio inginocchiato e uno in piedi nella tipica posa di profilo dei committenti, forse Michele di Giovannino e uno dei suoi nipoti. La figura che infine guarda verso lo spettatore potrebbe essere un autoritratto dell'artista. I due bambini-nani o la posa contraddittoria di Maria, che da le spalle correndo ma col volto di profilo, sono un aspetto bizzarro dell'arte di Paolo Uccello. Straniante è anche la città in miniatura, fatta tutta di torri e spunzoni, che corona una delle vette in lontananza.
La salda impostazione geometrica si ispira a modelli brunelleschiani, ma non è escluso che abbiano influenzato anche opere di Donatello, come il Banchetto di Erode, già nelle collezioni medicee, dove è presente un'analoga scala con parapetto.

### Sposalizio della Vergine

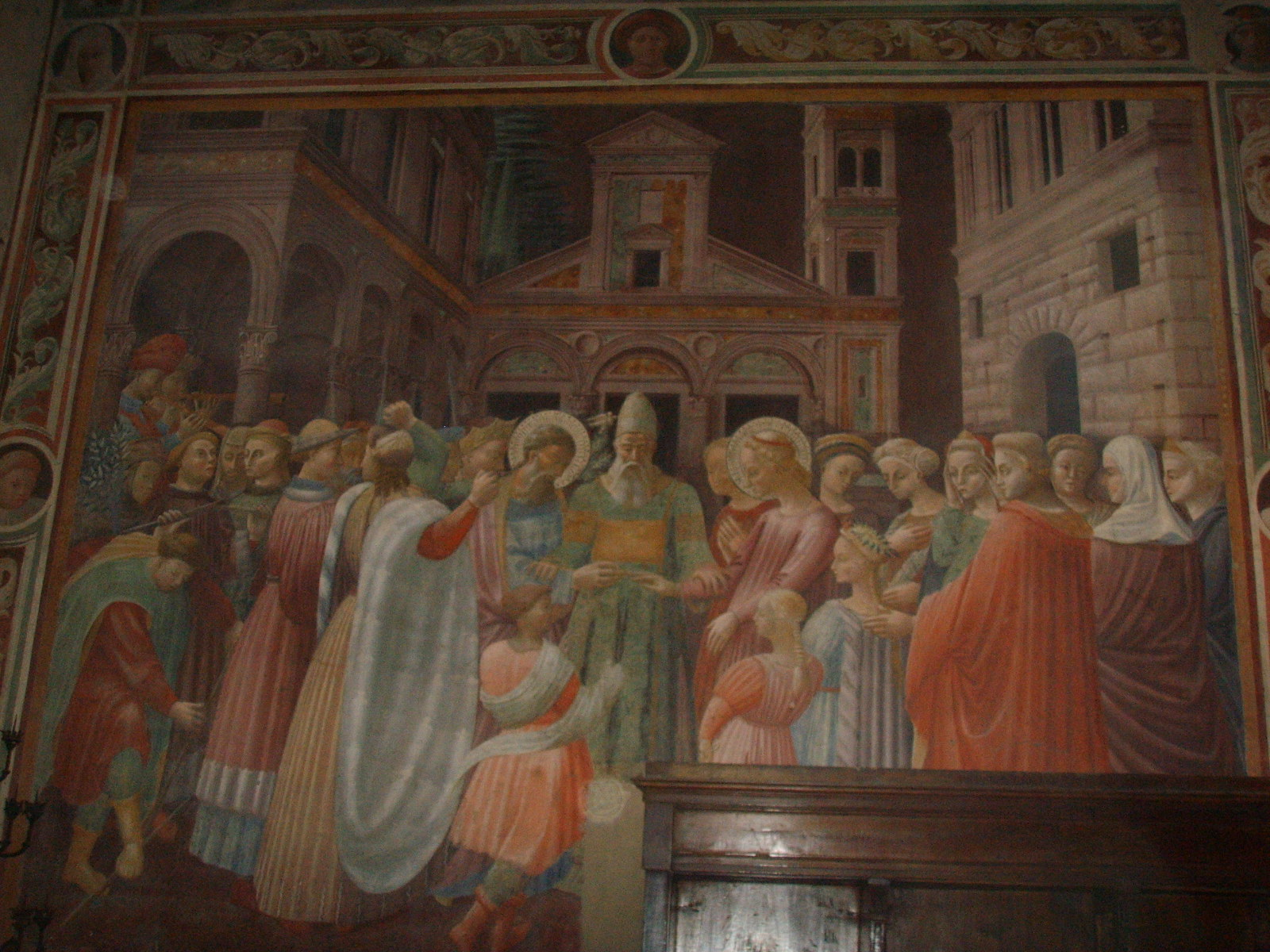
Sposalizio della Vergine

Completa le Storie di Maria lo Sposalizio della Vergine, di Andrea di Giusto, ambientato in una piazza davanti a una chiesa dalla facciata rinascimentale (ricorda opere di Leon Battista Alberti), tra una loggia a un palazzo con bugnato. In primo piano avviene lo sposalizio, suggellato da un sacerdote, che ha un'impostazione tradizionale: gli uomini a sinistra, arrabbiati per non essere stati scelti, che rompono le mazze che non erano miracolosamente fiorite al contrario di quella di san Giuseppe, e le donne a destra. 
Anche qui spicca il senso per il colore, tenue e incantato, mentre più di maniera appaiono le fisionomie e gli atteggiamenti dei personaggi.

### Tondi

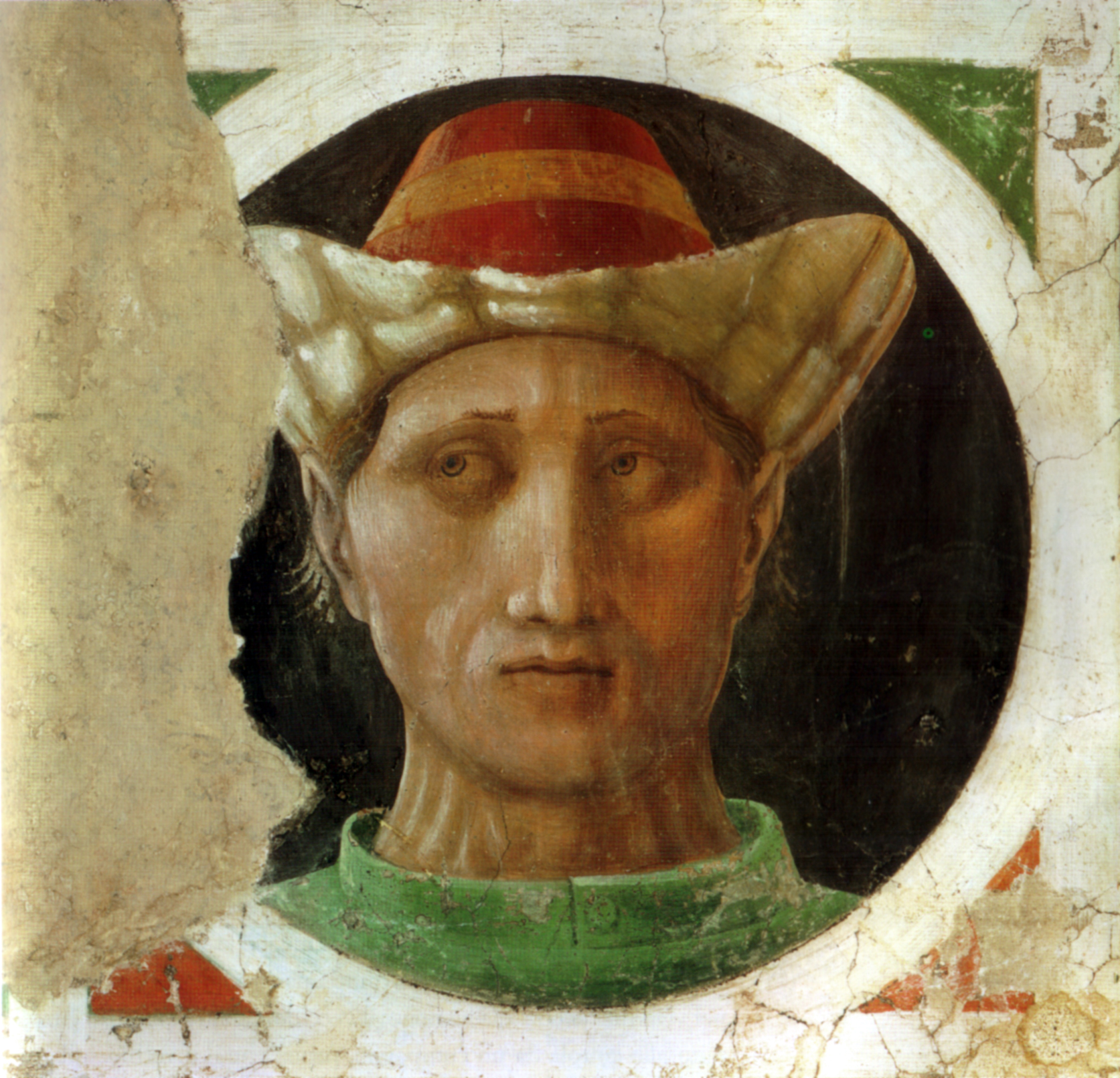
Testina

Nelle cornici tra una scena e l'altra si trovano una serie di tondi con volti in primo piano, collocati a ciascuna angolo e al centro dei lati lunghi. La loro attribuzione è compatibile con quelli degli affreschi vicini: a Paolo Uccello quelli più in alto, ad Andrea di Giusto quelli inferiori. Motivo in auge fin dal Trecento, quello delle teste e dei busti era solitamente riservato a figure di santi, tracciati spesso con sommarietà dalla bottega del maestro. In questo caso, soprattutto nelle opere di Paolo Uccello (ma anche in quelli riferibili ad Andrea di Giusto, dove pur con un minore spessore artistico sono usate pose e fisionomie forse derivanti da disegni lasciati dallo stesso Uccello), si nota invece una serie di personaggi maschili e femminili caratterizzati con espressioni curiose e originali, ora imbronciate, ora pensose, ora interrogative o trasognate. 
Tra le più ammirate il volto d'uomo con cappello foderato di pelliccia (angolo inferiore destro della Presentazione), che ha i muscoli tirati sul collo e ai lati della bocca, gli occhi ammiccanti e spostati a scorgere qualcosa in alto a sinistra. Notevole è la calibratura luminosa, paragonabile a certi visi dell'Angelico o di Domenico Veneziano. O ancora l'uomo col mazzocchio rosso, che rivolge lo sguardo in alto, l'uomo calvo che corruccia la bocca e la fronte in un'espressione dubbiosa, le figure femminili di rara freschezza. 
Nonostante l'essenza marginale di questi tondi, essi spiccano per la cura del modellato e la notevole finezza, che scandaglia con curiosità nella rappresentazione delle emozioni umane.

### Virtù
Le Virtù (Fede, Speranza, Carità e Fortezza) nella volta vennero affrescate da Paolo Uccello e collaboratori. Inserite entro mandorle, sono facilmente riconoscibili per gli attributi. Presentano un ritmo lineare caratterizzato da linee curve duttili e libere, soprattutto nei contorni e nell'andamento dei panneggi. Alcune di esse hanno quell'intensità fisiognomica e quella tendenza geometrizzante che sono tipiche del maestro. La cromia inoltre appare già ridotta, come caratteristica di altre opere del maestro, con una sinfonia di colori pallidi e delicati, accostati con sobrietà. 

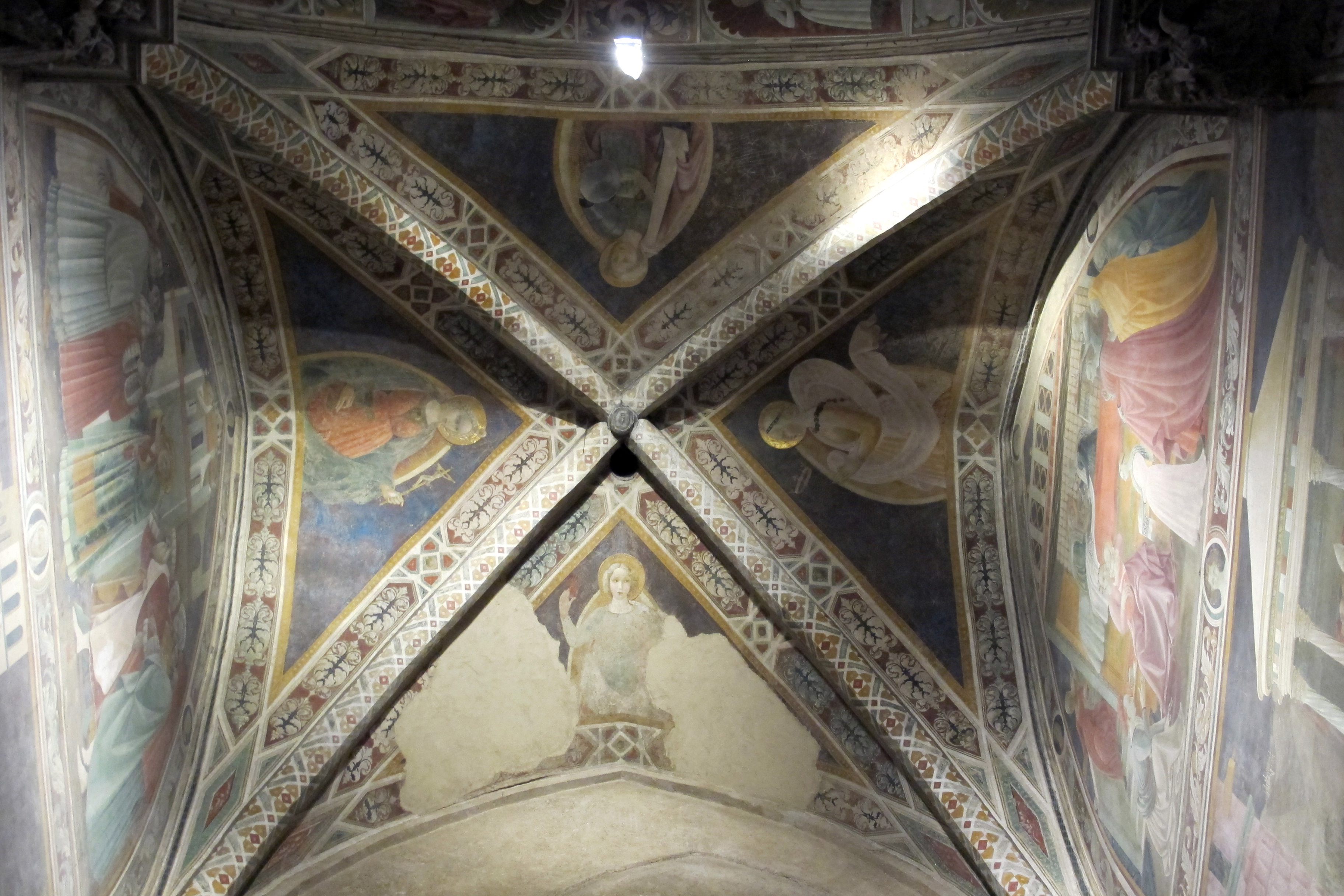
Volta
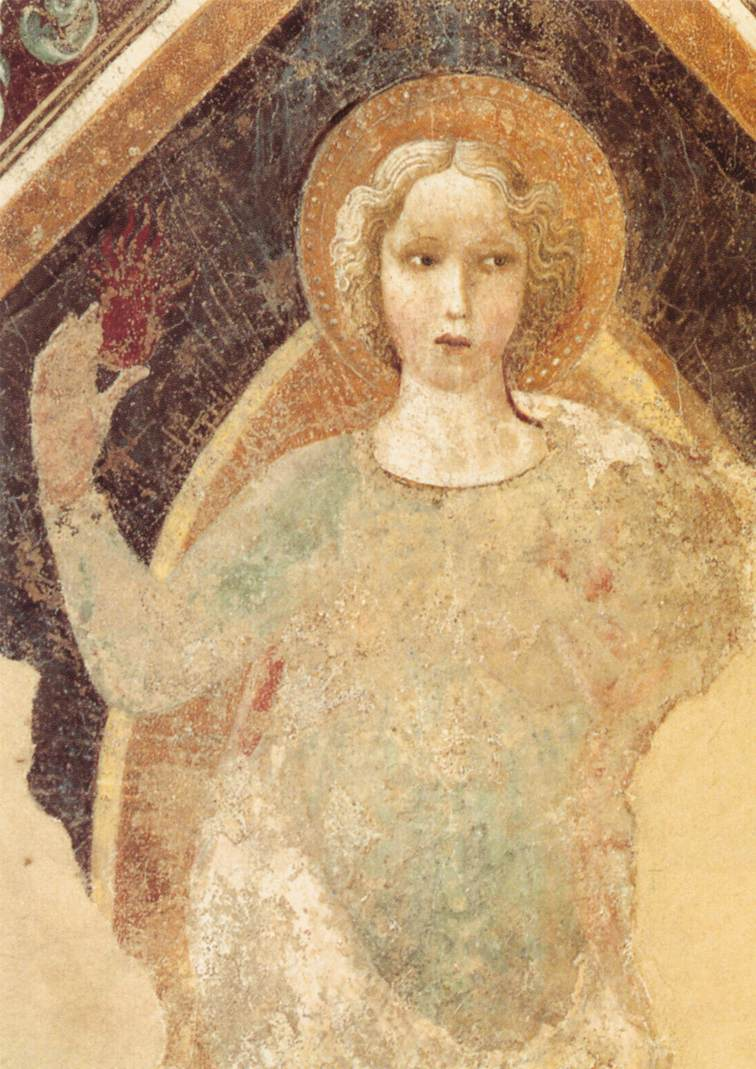
Carità
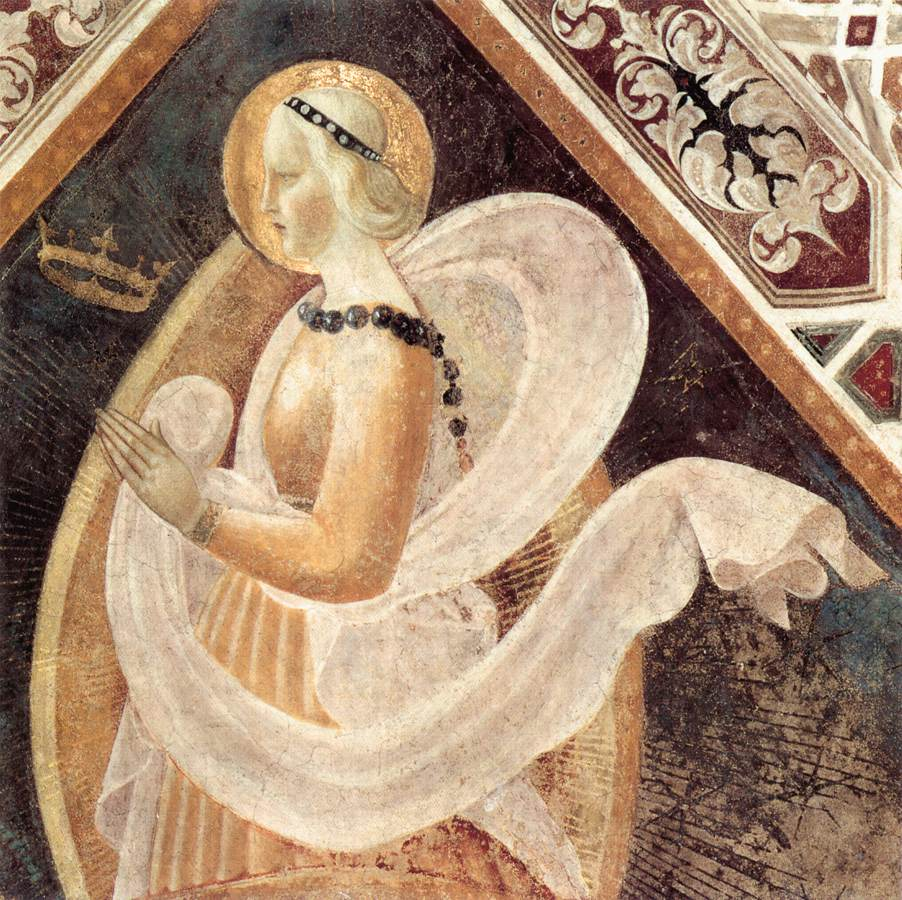
Fede
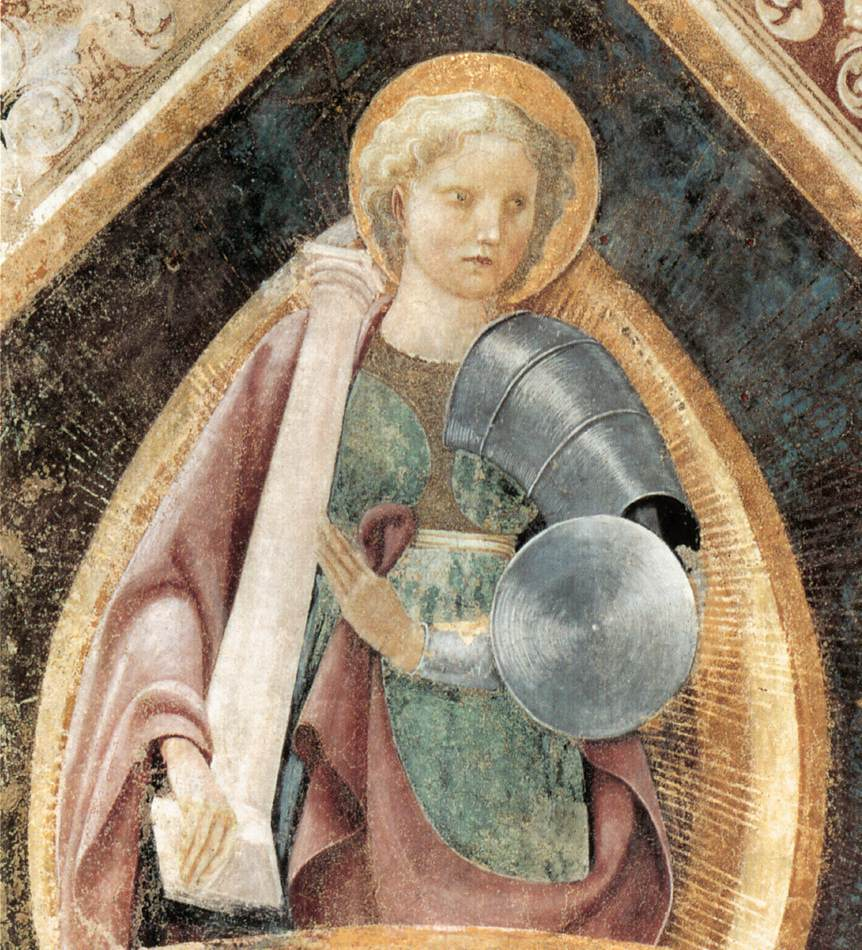
Fortezza

### Santi
I santi nel sottarco sono: Girolamo, Domenico, Paolo e Francesco (120x46 cm ciascuno). In essi si osserva lo studio prospettico legato ai bordi inferiori delle vesti: sono scorciati rivelando i lembi inferiori e le caviglie se ottimizzati per una visione dal basso, coprenti se prevalentemente destinati a una visione frontale nei personaggi superiori. 

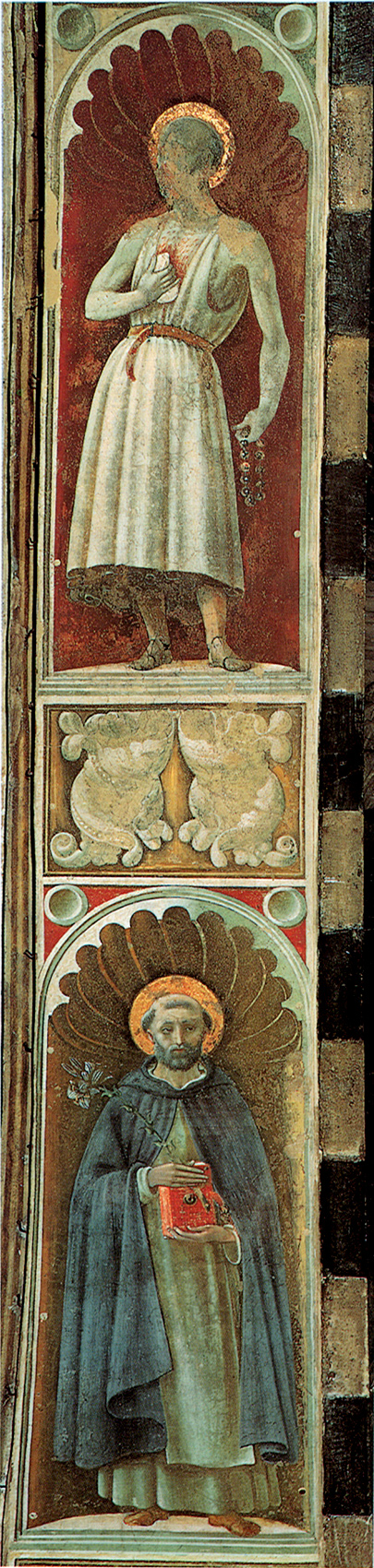
Santi Girolamo e Domenico
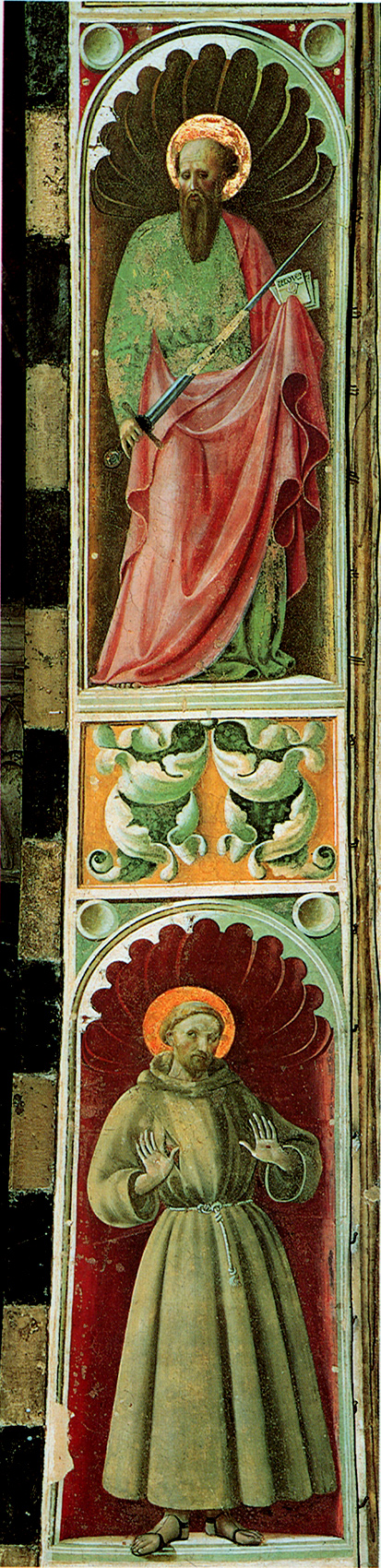
Santi Paolo e Francesco
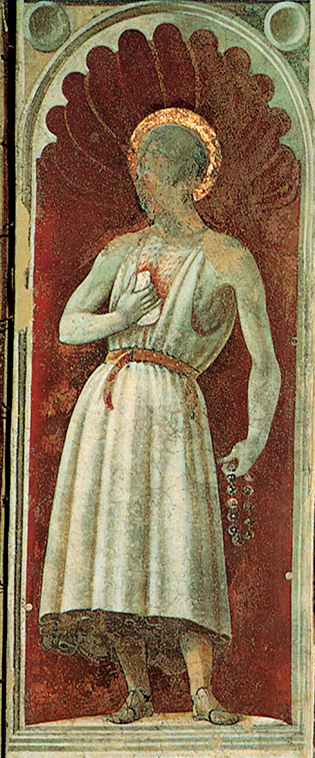
San Girolamo
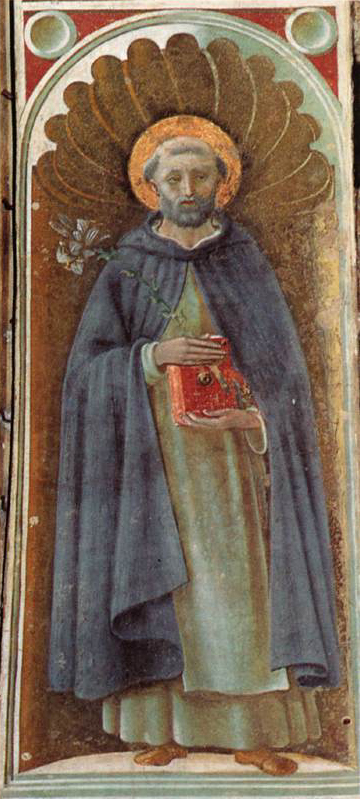
San Domenico
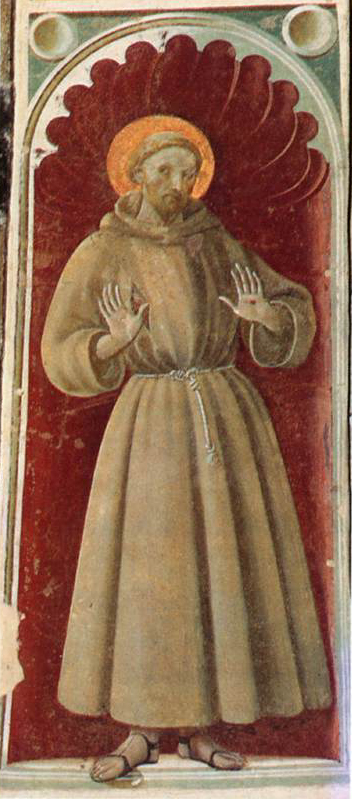
San Francesco
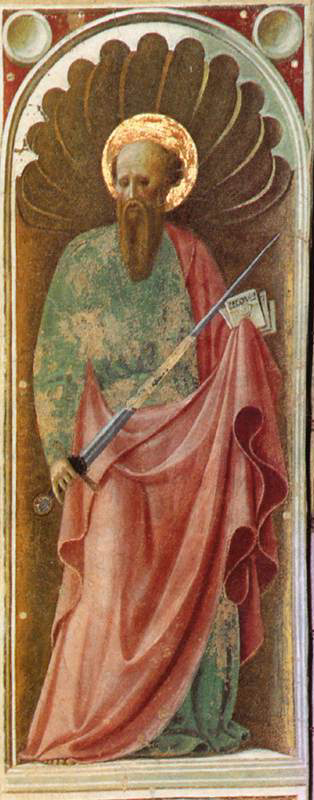
San Paolo
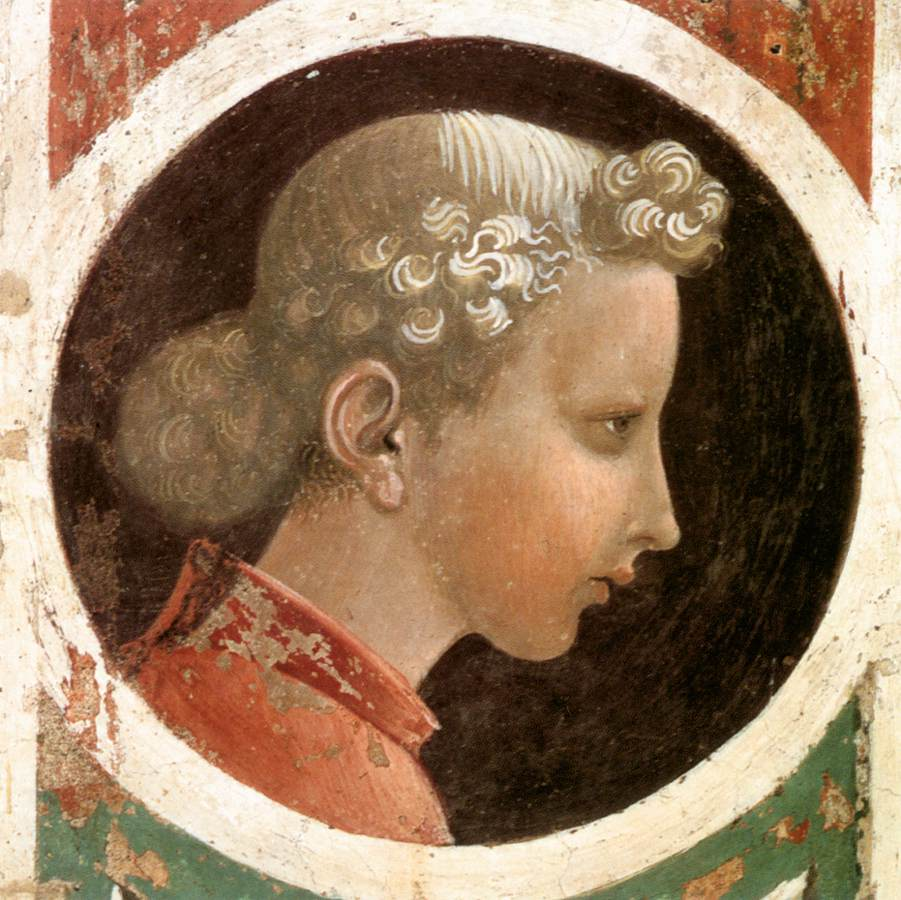
Testina di fanciullo